# Nico dei Gabbiani e Gianni Dei - Insieme
Nico dei Gabbiani e Gianni Dei - Insieme è una raccolta dei cantanti Gianni Dei e Nico dei Gabbiani pubblicata nel 2001 dalla Centotre che raccoglie i loro maggiori successi più due brani inediti Mambo Number One e Amici noi cantati in duetto.

## Tracce
1. Nico dei Gabbiani e Gianni Dei – Mambo Number One (N. Tirone, G. Dei, M. Catalano) (inedito)
2. Nico dei Gabbiani – Parole (Frigeri, Prestigiacomo)
3. Gianni Dei – C'est la vie (G. Dei, B. Thomas, R. e G. Onofri, G. Costantini)
4. Nico dei Gabbiani – Fiumi di parole (C. Daiano, W. Camurri)
5. Gianni Dei – Il mare urla (G. Dei, C. Castellari)
6. Nico dei Gabbiani – Amore senza fine (N. Tirone, F. Mertoli, T. Ranno, L. Finocchiaro)
7. Gianni Dei – Ma che fiesta (Cristiano Malgioglio, G. Dei, J. M. Garcia) (duetto con Mita Medici)
8. Nico dei Gabbiani – Dedica (N. Tirone, F. Mertoli, T. Ranno, L. Finocchiaro)
9. Gianni Dei – Ti ricorderai di me (G. Dei, G. Trombetti)
10. Nico dei Gabbiani – Cento campane (F. Fiorentini, Romolo Grano) (dallo sceneggiato Il segno del comando)
11. Gianni Dei – Americana (G. Dei, G. e R. Onofri)
12. Nico dei Gabbiani e Gianni Dei – Amici noi (N. Tirone, G. Dei, Corrado Castellari) (inedito)